# Hans Jakob Meyer
Hans Jakob Meyer (* 11. September 1903 in Zürich; † 4. Juli 1981 in Feldmeilen) war ein Schweizer Bildhauer, Maler und Zeichner. Neben figurativen Tierplastiken, Aktfiguren und Relieftafeln zählen Auftragswerke für die Kunst im öffentlichen Raum und die Kunst am Bau zu seinen Hauptwerken.

## Leben
Hans Jakob Meyer wurde 1903 in Zürich geboren. Nach dem Besuch der Kunstgewerbeschule in Zürich absolvierte er eine Lehre beim Schweizer Bildhauer Otto Münch. Von 1923 bis 1926 besuchte er die École des Beaux-Arts in Genf und arbeitete bei James Vibert (Meisterschüler von A. Rodin) in einer Gipserwerkstatt. Studienaufenthalte in Paris, Rom, Florenz und Athen folgten. Durch das Selbststudium der antiken Plastiksammlungen in diesen Städten orientierte er sich an den klassischen Idealen und ihrer Formsprache.
Nach seiner Heirat mit Lore Bernheimer 1937 wohnte und arbeitete er als freischaffender Bildhauer in Feldmeilen. 1939 erhielt er den 1. Preis für die Figurengruppe Senn und Stier, die er für die damalige Landesausstellung anfertigte. Diese Arbeit war während der ganzen Ausstellung im «Landidörfli» zu sehen.
Ab 1950 erhielt er öffentliche Aufträge von der Stadt Zürich und verschiedenen weiteren Gemeinden. Grosse Aufträge der öffentlichen Hand sind z. B. Die Schreitende (1971, am Ausbildungszentrum des Stadtspitals Waid), Knabe mit Fisch (1962, am Seequai, Pfäffikon ZH), der Schifferbrunnen in Eglisau (1960) oder das Grabmal von Hermann Hesse (1963) in Montagnola. Die Conrad-Ferdinand-Meyer-Stiftung ehrte ihn 1953 mit einem Preis, und der Kanton Zürich verlieh ihm 1979 eine kulturelle Auszeichnung für sein Schaffen. Mehrere Jahre (bis 1972) war er Mitglied der Kunstkommission des Kantons Zürich. Von 1959 bis 1972 unterrichtete er Modellieren und Aktzeichnen an der Kunstgewerbeschule in Zürich. 1981 starb Hans Jakob Meyer in Feldmeilen.

## Werk

### Werke für die Öffentlichkeit

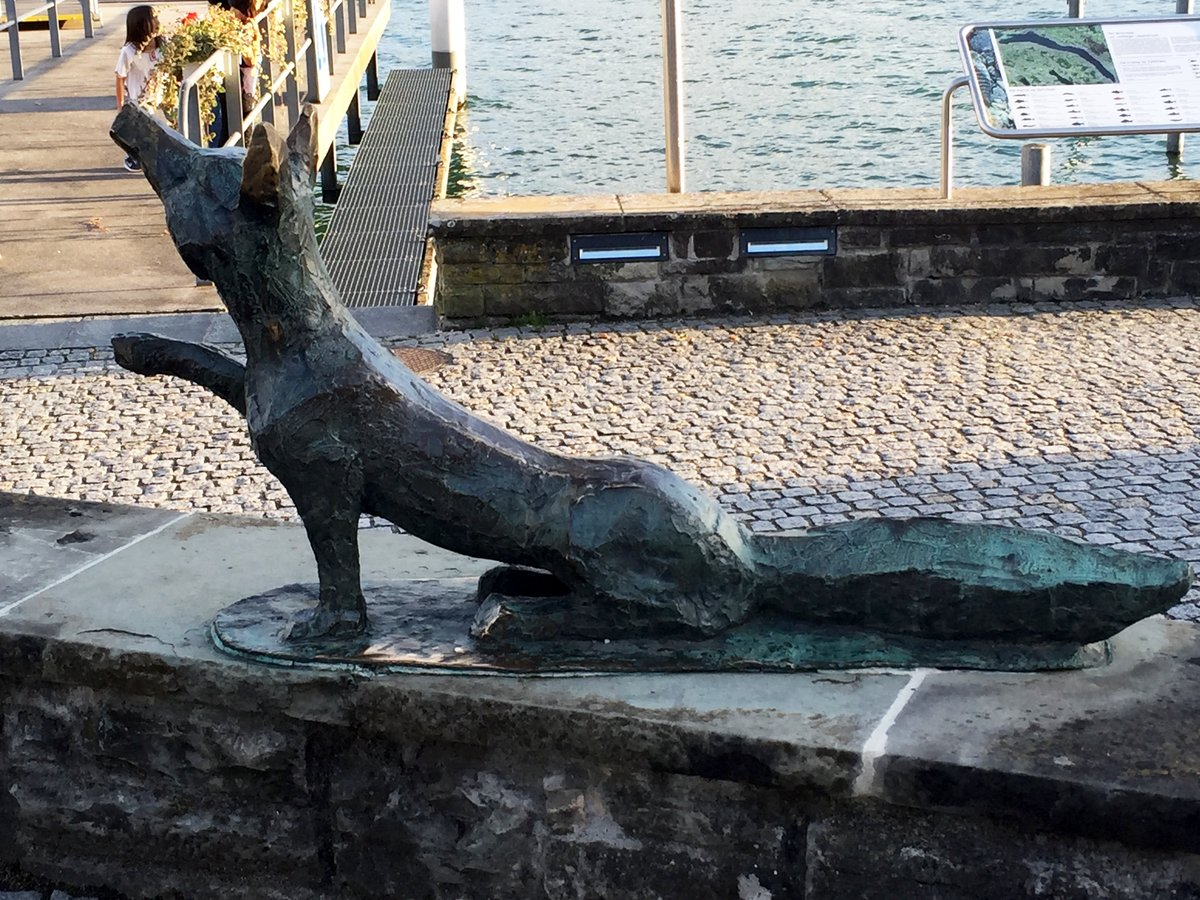
Fuchs, Schifflände Meilen

Hans Jakob Meyer nahm häufig an Wettbewerben für die Gestaltung von Schulhäusern, Plätzen und öffentlichen Anlagen teil. So kamen zu den privaten Aufträgen immer häufiger auch Aufträge von Gemeinden. In diesem Rahmen ausgewählte Werke des Künstlers sind z. B. in Küsnacht, Meilen, Männedorf, Hombrechtikon, Rapperswil und Zürich zu sehen. Für einen Brunnen in Eglisau entwarf der Künstler die Figur eines Schiffers, der, auf einer 4,20 Meter hohen Säule stehend, in seinem Waidling über den alten Dächern des Orts durch den Himmel zu fahren scheint. Eine Tiergruppe Fuchs und Gans steht in Meilen. Auf dem Dach der Schiffsstation schlägt die Gans mit den Flügeln, während der Fuchs sie vom Boden aus verärgert anstarrt.
Bei der Ausführung der Plastik Knabe mit Fisch am Pfäffikersee fertigte Meyer mehrfach Modelle an, die die Umgebung miteinbezogen, um das Grössenverhältnis zur Freitreppe am Seequai bestimmen zu können. Diese 4 Meter lange Plastik stellt einen knienden Knaben dar, der einen übergrossen Fisch vor sich hält, um ihn dem Anschein nach im nächsten Augenblick wieder ins Wasser zurückzuwerfen. Durch die Harmonie mit der Atmosphäre der Seelandschaft und die Kontrastwirkung des Granits vor dem Blau des Himmels und des Sees bilden Figur und Standort eine Einheit. Meyer sah seine Kunst im öffentlichen Raum als Begleiter im Alltagsleben. Die Erlebnisse und Gefühle der Menschen authentisch wiederzugeben und die Identifizierung des Betrachters mit der Darstellung waren für ihn von grosser Bedeutung.

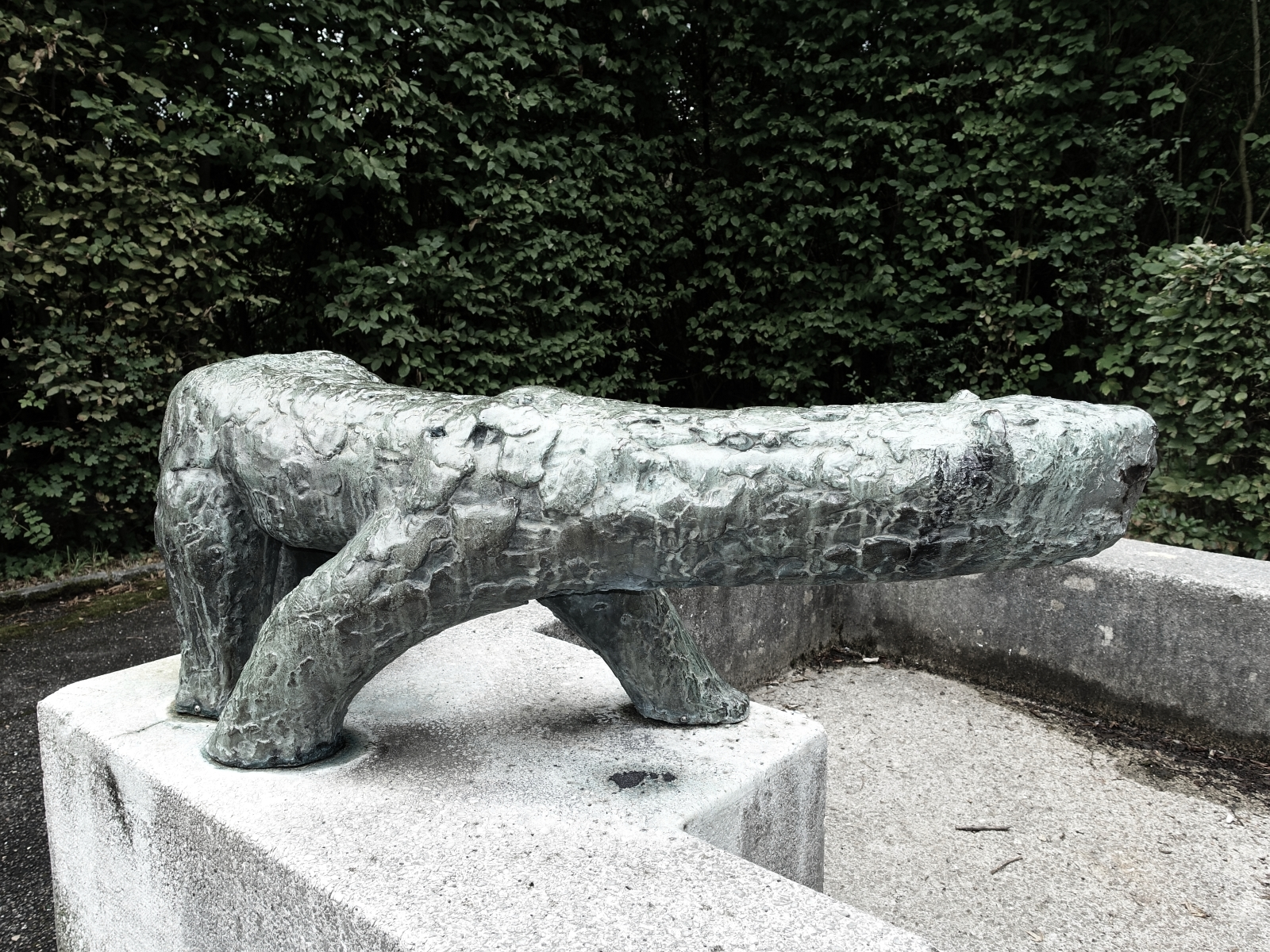
Eisbär, Reinach

## Ausstellungen (Auswahl)
- 1939: Schweizerische Landesausstellung, Zürich
- 1943: Kunsthaus Zürich
- 1951: Helmhaus Zürich
- 1954: Atelier Hermann Haller
- 1957: Graphische Sammlung der ETH Zürich
- 1961: Kunsthaus Luzern, «Junge Schweizer Maler und Bildhauer»
- 1967: Galerie Orell Füssli, Zürich
- 1977: Foyer, Kunsthaus Zürich
- 1980: Kunstsalon Wolfsberg, Zürich